# Municipio de Tepehuacán de Guerrero
El municipio de Tepehuacán de Guerrero es uno de los ochenta y cuatro municipios que conforman el estado de Hidalgo en México. La cabecera municipal es la localidad de Tepehuacán de Guerrero y la localidad más poblada es Texcapa.
El municipio se localiza al norte del territorio hidalguense entre los paralelos 20°56′ y 21°12′ de latitud norte; los meridianos 98°44′ y 98°58′ de longitud oeste; con una altitud entre 200 y 2000 m s. n. m. Este municipio cuenta con una superficie de 347.31 km², y representa el 1.67 % de la superficie del estado; dentro de la región geográfica denominada como Sierra Alta y de la Huasteca hidalguense.
Colinda al norte con el municipio de Chapulhuacán y el estado de San Luis Potosí; al este con el municipio de Lolotla; al sur con los municipios de Lolotla, Molango de Escamilla y Tlahuiltepa; al oeste con los municipios de Tlahuiltepa, La Misión y Chapulhuacán.

## Toponimia
La voz de Tepehuacán es de origen náhuatl proveniente de Tepetl ‘cerro’, hua (posesivo) y can ‘lugar’ por lo que su significado es: "Lugar montañoso".  El nombre de "Guerrero" se le puso en honor al presidente Vicente Guerrero.

## Geografía

### Relieve e hidrográfica
En cuanto a fisiografía se encuentra dentro de la provincia de la Sierra Madre Oriental; dentro de la subprovincia de Carso Huasteco. Su territorio es completamente sierra. Los cerros más altos del municipio de Tepehuacán de Guerrero sólo alcanzan a estar dentro de las costas máximas de los 1600 metros sobre el nivel del mar.
En cuanto a su geología corresponde al periodo Jurásico (53.91%), Cretácico (42.0%), Cuaternario (3.0%) y Neógeno (1.0%). Con rocas tipo ígnea extrusiva: basalto (1.0%). Sedimentaria: caliza-lutita (41.91%), caliza (41.0%) y arenisca (13.0%); suelo: aluvial (3.0%). En cuanto a cuanto a edafología el suelo dominante es leptosol (67.91%) y phaeozem (32.0%).
En lo que respecta a la hidrología se encuentra posicionado en la región hidrológica del Pánuco (3.0%); en las cuencas del río Moctezuma; dentro de las subcuenca del río Amajac. Los escurrimientos de agua de los cerros de Santo Roa y La Campana, la barranca de Juárez y San Lorenzo Ixtacoyotla, de la laguna de Atezca, forman el nacimiento del río Claro o de Tamal, donde su caudal sigue una orientación del suroeste al noroeste.

### Clima
El municipio en toda su extensión presenta una diversidad de climas; semicálido húmedo con lluvias todo el año (78.0%), templado subhúmedo con lluvias en verano, de mayor humedad (8.0%), cálido subhúmedo con lluvias en verano, de mayor humedad (7.0%), semicálido subhúmedo con lluvias en verano, de mayor humedad (6.0%) y semicálido subhúmedo con lluvias en verano, de humedad media (1.0%). Así mismo cuenta con una temperatura media anual de 24 °C, con una precipitación pluvial de 2120 milímetros por año.

### Ecología
La flora en el municipio se compone de árboles de madera fina, entre ellas se encuentra cedro rojo y blanco así mismo bálsamo, chacas, xuchiate. La fauna perteneciente a esta región está compuesta venado de cola blanca, gato montés, lince, mapache, y en los ríos y arroyos se puede pescar la trucha.

## Demografía

### Población
De acuerdo a los resultados que presentó el Censo Población y Vivienda 2020 del INEGI, el municipio cuenta con un total de 31 135 habitantes, siendo 15 568 hombres y 15 667 mujeres. Tiene una densidad de 89.9 hab/km², la mitad de la población tiene 24 años o menos, existen 99 hombres por cada 100 mujeres.
El porcentaje de población que habla lengua indígena es de 34.65 %, en el municipio se hablan principalmente náhuatl de la Huasteca hidalguensel. El porcentaje de población que se considera afromexicana o afrodescendiente es de 0.28 %.
Tiene una Tasa de alfabetización de 97.6 % en la población de 15 a 24 años, de 71.0 % en la población de 25 años y más. El porcentaje de población según nivel de escolaridad, es de 17.7 % sin escolaridad, el 17.7 % con educación básica, el 14.5 % con educación media superior, el 4.2 % con educación superior, y 0.1 % no especificado.
El porcentaje de población afiliada a servicios de salud es de 92.6 %. El 8.0 % se encuentra afiliada al IMSS, el 88.8 % al INSABI, el 1.9 % al ISSSTE, 0.7 % IMSS Bienestar, 0.2 % a las dependencias de salud de PEMEX, Defensa o Marina, 1.9 % a una institución privada, y el 0.2 % a otra institución. El porcentaje de población con alguna discapacidad es de 5.0 %. El porcentaje de población según situación conyugal, el 34.5 % se encuentra casada, el 28.0 % soltera, el 28.7 % en unión libre, el 3.7 % separada, el 0.2 % divorciada, el 4.8 % viuda.
Para 2020, el total de viviendas particulares habitadas es de 7490 viviendas, representa el 0.9 % del total estatal. Con un promedio de ocupantes por vivienda 4.2 personas. Predominan las viviendas con tabique y block. En el municipio para el año 2020, el servicio de energía eléctrica abarca una cobertura del 97.2 %; el servicio de agua entubada un 24.2 %; el servicio de drenaje cubre un 94.6 %; y el servicio sanitario un 98.0 %.

### Localidades
Para el año 2020, de acuerdo al Catálogo de Localidades, el municipio cuenta con 70 localidades.
| Código INEGI | Localidad                              | Población (2020) | Porcentaje (%) | Ámbito Población | Categoría Población |
| ------------ | -------------------------------------- | ---------------- | -------------- | ---------------- | ------------------- |
| 130620025    | Texcapa                                | 2241             | 7.17           | Rural            | Comunidad           |
| 130620003    | Acoyotla                               | 2151             | 6.89           | Rural            | Comunidad           |
| 130620005    | San Juan Ahuehueco                     | 1773             | 5.68           | Rural            | Comunidad           |
| 130620010    | Cuatolol                               | 1642             | 5.26           | Rural            | Comunidad           |
| 130620030    | Zacualtipanito                         | 1640             | 5.25           | Rural            | Comunidad           |
| 130620001    | Tepehuacán de Guerrero                 | 1373             | 4.40           | Urbana           | Cabecera municipal  |
| 130620020    | La Reforma                             | 1233             | 3.95           | Rural            | Comunidad           |
| 130620011    | Cuazáhuatl                             | 1121             | 3.59           | Rural            | Comunidad           |
| 130620002    | Acoxcatlán                             | 1065             | 3.41           | Rural            | Comunidad           |
| 130620013    | Chilijapa                              | 912              | 2.92           | Rural            | Comunidad           |
| 130620018    | Petlapixca                             | 844              | 2.70           | Rural            | Comunidad           |
| 130620024    | Tenango                                | 817              | 2.62           | Rural            | Comunidad           |
| 130620029    | Xilitla                                | 807              | 2.58           | Rural            | Comunidad           |
| 130620023    | Tamala                                 | 783              | 2.51           | Rural            | Comunidad           |
| 130620012    | Chahuatitla                            | 751              | 2.40           | Rural            | Comunidad           |
| 130620027    | Teyahuala                              | 720              | 2.31           | Rural            | Comunidad           |
| 130620076    | Ahuatetla                              | 702              | 2.25           | Rural            | Comunidad           |
| 130620004    | Acuimantla                             | 677              | 2.17           | Rural            | Comunidad           |
| 130620009    | Cahuazaz de Morelos (Rancho Alegre)    | 667              | 2.14           | Rural            | Comunidad           |
| 130620006    | Amola de Ocampo                        | 655              | 2.10           | Rural            | Comunidad           |
| 130620008    | San Miguel Ayotempa                    | 627              | 2.01           | Rural            | Comunidad           |
| 130620007    | Aquilastec                             | 568              | 1.82           | Rural            | Comunidad           |
| 130620015    | El Naranjal                            | 520              | 1.66           | Rural            | Comunidad           |
| 130620034    | Ixtlapalaco                            | 515              | 1.65           | Rural            | Comunidad           |
| 130620016    | Guadalupe (Otongo) [Colonia]           | 490              | 1.57           | Rural            | Ranchería           |
| 130620116    | Acatlajapa                             | 479              | 1.53           | Rural            | Ranchería           |
| 130620022    | San Simón                              | 454              | 1.45           | Rural            | Ranchería           |
| 130620101    | Coyutla                                | 425              | 1.36           | Rural            | Ranchería           |
| 130620107    | San Andrés                             | 402              | 1.29           | Rural            | Ranchería           |
| 130620017    | La Palma                               | 360              | 1.15           | Rural            | Ranchería           |
| 130620102    | El Durazno                             | 343              | 1.10           | Rural            | Ranchería           |
| 130620061    | Soyuco                                 | 333              | 1.07           | Rural            | Ranchería           |
| 130620111    | Tizapa                                 | 289              | 0.93           | Rural            | Ranchería           |
| 130620094    | Amatitla                               | 284              | 0.91           | Rural            | Ranchería           |
| 130620014    | Choquintla (San Nicolás Choquintla)    | 254              | 0.81           | Rural            | Ranchería           |
| 130620019    | Pueblo Nuevo                           | 234              | 0.75           | Rural            | Ranchería           |
| 130620141    | Huixquilico                            | 229              | 0.73           | Rural            | Ranchería           |
| 130620026    | Texopich                               | 215              | 0.69           | Rural            | Ranchería           |
| 130620132    | Villa de Ocampo                        | 188              | 0.60           | Rural            | Ranchería           |
| 130620021    | San Antonio                            | 176              | 0.56           | Rural            | Ranchería           |
| 130620028    | Xiliapa                                | 153              | 0.49           | Rural            | Ranchería           |
| 130620098    | Chalahuite                             | 135              | 0.43           | Rural            | Ranchería           |
| 130620117    | Almolo (San Isidro)                    | 126              | 0.40           | Rural            | Ranchería           |
| 130620123    | El Naranjal                            | 116              | 0.37           | Rural            | Ranchería           |
| 130620104    | Olcuatla                               | 106              | 0.34           | Rural            | Ranchería           |
| 130620069    | El Zacatal (El Zacatal de los Rosales) | 100              | 0.32           | Rural            | Ranchería           |
| 130620119    | El Barco                               | 66               | 0.21           | Rural            | Ranchería           |
| 130620106    | Poxtatla                               | 64               | 0.20           | Rural            | Ranchería           |
| 130620127    | Tlaíca                                 | 57               | 0.18           | Rural            | Ranchería           |
| 130620161    | Santo Niño                             | 55               | 0.18           | Rural            | Ranchería           |
| 130620133    | Vista de Tenango                       | 48               | 0.15           | Rural            | Ranchería           |
| 130620097    | La Ceiba                               | 46               | 0.15           | Rural            | Ranchería           |
| 130620165    | Versayes                               | 32               | 0.10           | Rural            | Ranchería           |
| 130620099    | El Chote                               | 26               | 0.08           | Rural            | Ranchería           |
| 130620148    | El Remolino                            | 26               | 0.08           | Rural            | Ranchería           |
| 130620087    | Zacatlamaya                            | 21               | 0.07           | Rural            | Ranchería           |
| 130620082    | Tetipa                                 | 16               | 0.05           | Rural            | Ranchería           |
| 130620138    | El Camposanto                          | 14               | 0.04           | Rural            | Ranchería           |
| 130620158    | Ixcuatitla                             | 13               | 0.04           | Rural            | Ranchería           |
| 130620153    | Agua Bendita                           | 11               | 0.04           | Rural            | Ranchería           |
| 130620130    | Tlapexmecaapa                          | 10               | 0.03           | Rural            | Ranchería           |
| 130620140    | La Escondida                           | 9                | 0.03           | Rural            | Ranchería           |
| 130620045    | Xalamatitla                            | 8                | 0.03           | Rural            | Ranchería           |
| 130620160    | San Felipe Teteltipa                   | 4                | 0.01           | Rural            | Ranchería           |
| 130620164    | Tlamaxac                               | 4                | 0.01           | Rural            | Ranchería           |
| 130620128    | Tlacuilola (Poza Verde)                | 3                | 0.01           | Rural            | Ranchería           |
| 130620115    | Zacatal (San Maíz)                     | 3                | 0.01           | Rural            | Ranchería           |
| 130620163    | Tetlapaya                              | 2                | 0.01           | Rural            | Ranchería           |
| 130620095    | Acahuastitla                           | 1                | 0.003          | Rural            | Ranchería           |
| 130620137    | Auescalli                              | 1                | 0.003          | Rural            | Ranchería           |

## Política
Se erigió como municipio el 15 de febrero de 1826. El Honorable Ayuntamiento está compuesto por un presidente municipal, un síndico, ocho regidores y, cuarenta y cinco delegados municipales. De acuerdo al Instituto Nacional electoral (INE) el municipio está integrado por treinta y tres secciones electorales, de la 1229 a la 1261. Para la elección de diputados federales a la Cámara de Diputados de México y diputados locales al Congreso de Hidalgo, se encuentra integrado al distrito electoral federal 1 de Hidalgo y al distrito electoral local 2 de Hidalgo. A nivel estatal administrativo pertenece a la Macrorregión IV y a la Microrregión XXII, además de a la Región Operativa XIII Tepehuacán.

### Cronología de presidentes municipales
| Periodo                  | Nombre                             | Afiliación política        |
| ------------------------ | ---------------------------------- | -------------------------- |
| 1964-1967                | Raúl Cervantes Mtz.                | -                          |
| 1967-1970                | Víctor Manuel Espinosa H.          | -                          |
| 1970-1973                | Isaías Austria Ángeles             | -                          |
| 1973-1976                | Tobías Cabrera Ugalde              | -                          |
| 1976-1979                | Sadot Viggiano Trejo               | -                          |
| 1979-1982                | Eleuterio Cabrera Cervantes        | -                          |
| 1982-1985                | José Luis Austria Muñoz            | -                          |
| 1985-1988                | Eleazar Martínez Olivares          | -                          |
| 1988-1991                | Mario Oliver Díaz                  | -                          |
| 1991-1994                | Jorge Luis Bautista Hernández      | -                          |
| 16/01/1994 al 15/01/1997 | Rafael Trejo Quijano               | PRI                        |
| 16/01/1997 al 15/01/2000 | Tirso Martínez Hernández           | PRI                        |
| 16/01/2000 al 15/01/2003 | Pedro Martínez Dionisio            | PRI                        |
| 16/01/2003 al 15/01/2006 | Felipe Villeda Velásquez           | PRI                        |
| 16/01/2006 al 15/01/2009 | Martín Pérez Sierra                | PRI                        |
| 16/01/2009 al 15/01/2012 | José Juan Viggiano Austria         | PRI                        |
| 16/04/2012 al 15/04/2014 | Hilario Mendoza Benito             | PRI                        |
| 16/04/2014 al 04/09/2016 | María Magdalena Espinosa Hernández | PRI                        |
| 05/09/2016 al 04/09/2020 | Rosendo Hernández Manilla          | PRI                        |
| 05/09/2020 al 14/12/2020 | Edgar Rubio González               | Concejo municipal Interino |
| 15/12/2020 al 04/09/2024 | José Juan Viggiano Austria         | PRI                        |
| 05/09/2024 al 04/09/2027 | Francisco Martínez Enríquez        | Morena                     |

## Economía
En 2015 el municipio presenta un IDH de 0.594 Medio, por lo que ocupa el lugar 83.º a nivel estatal; y en 2005 presentó un PIB de $644,616,445.00 pesos mexicanos, y un PIB per cápita de $23,664.00 (precios corrientes de 2005).
De acuerdo con el Consejo Nacional de Evaluación de la Política de Desarrollo Social (Coneval), el municipio registra un Índice de Marginación Alto. El 46.0% de la población se encuentra en pobreza moderada y 35.8% se encuentra en pobreza extrema. En 2015, el municipio ocupó el lugar 80 de 84 municipios en la escala estatal de rezago social.
A datos de 2015, en materia de agricultura lo tradicional son los cultivos de maíz, frijol, chiles y cañas de azúcar, impulsándose últimamente el sembrado y cultivo de la naranja, en poblados y ejidos del municipio como: San Simón, Acuamantla y las escuelas de Tepehuacán. En ganadería se cría ganado bovino, raza cebú con mezcla de charolaise, otros cruzados con el manso suizo; para ello se cuenta con dos cooperativas ganaderas ejidales ubicadas en San Simón y Acumantla, así mismo se encuentra trabajando en sociedad un potrero ejidal en Tamala.
Para 2015 se cuenta con 83 unidades económicas, que generaban empleos para 139 personas. En lo que respecta al comercio, se cuenta con un tianguis, treinta y cuatro tiendas Diconsa y cuatro lecheras Liconsa. De acuerdo con cifras al año 2015 presentadas en los censos económicos del INEGI, la Población Económicamente Activa (PEA) del municipio asciende a 7186 personas de las cuales 6470 se encuentran ocupadas y 716 se encuentran desocupadas. El 54.67%, pertenece al sector primario, el 22.50% pertenece al sector secundario, el 22.21%% pertenece al sector terciario y 0.62% no especificaron.